# Głód
Głód – fizjologiczne odczucie stanu organizmów wyższych związane z niedoborem pożywienia, składników pokarmowych (takich jak np. białka, tłuszcze, cukry, witaminy czy sole mineralne). Jest także popędem przyczyniającym się do zachowań skierowanych na pobieranie pokarmu i jego zdobywanie. Przeciwieństwem uczucia głodu jest uczucie sytości.

## Opis
Podłożem uczucia głodu jest obniżenie stężenia takiego składnika pokarmowego, jak np. glukoza, który jest rejestrowany przez ośrodki głodu i sytości w części mózgu zwanej podwzgórzem.
Głód wywołuje zachowanie popędowe ukierunkowane na pobieranie pokarmu.
Długotrwały głód (głodzenie) prowadzi do spowolnienia wzrostu i rozwoju dzieci, może powodować pojawienie się opuchlizny głodowej. Jego efektem jest też apatia, a ostateczną konsekwencją bywa śmierć głodowa. Według różnych szacunków człowiek może przeżyć bez pożywienia 2-3 tygodnie, bez wody około 7 dni. Zdarzają się jednak przypadki takiego spowolnienia metabolizmu i przemiany materii, szczególnie u niemowląt, że ten czas ulega zdecydowanemu wydłużeniu.
Ponieważ głód jest uczuciem bardzo dojmującym, na przestrzeni dziejów często był stosowany jako jedno z narzędzi do wymuszania zeznań i posłuszeństwa, a także zadawania dodatkowych cierpień więźniom i skazańcom. Był także stosowany na szeroką skalę jako broń w czasie działań wojennych.

## Badania nad głodem
Badania nad głodem prowadziła w 1942 grupa lekarzy żydowskich w getcie warszawskim. Część opracowanych wyników przekazano w 1943 na stronę „aryjską”. Zostały one opublikowane w 1946 w książce Choroba głodowa. Badania kliniczne nad głodem wykonane w getcie warszawskim z roku 1942.